# Notti nel deserto
Notti nel deserto (Desert Nights, conosciuto anche come Thirst) è un film del 1929 diretto da William Nigh.
Fu l'ultima interpretazione in un film muto di John Gilbert.

## Trama
Facendosi passare per Lord e Lady Stonehill, due ladri rapinano gli uffici di una compagnia diamantifera sudafricana, portando via con loro - oltre ai diamanti grezzi - anche Hugh Rand, il direttore. Persi nelle desolate lande dove cercano di sfuggire alla cattura, lasciano libero Hugh che li guida in salvo.
Il falso Lord Stonehill verrà arrestato. Mentre Diana, la falsa Lady, innamorata ormai di Rand, si pente, trovando conforto nelle braccia dell'amato.

## Produzione
Il film fu prodotto dalla MGM

## Distribuzione
Uscito negli Stati Uniti il 9 marzo 1929.

### Date di uscita
- USA	9 marzo 1929
- Norvegia	27 febbraio 1930
- Austria	1931
- Portogallo	14 dicembre 1931

Alias
- Desert Nights	 USA (titolo originale)
- Eros i lenker	Norvegia
- Noites do Deserto	 Portogallo
- Notti nel deserto	Italia
- Nyhtes agonias	Grecia (titolo riedizione)
- Nyhtes erimou	Grecia
- Thirst 	USA (titolo alternativo)
- Wüstennächte  	Austria